# Rhizogonium lamii
Rhizogonium lamii är en bladmossart som beskrevs av Hermann Johann O. Reimers 1930. Rhizogonium lamii ingår i släktet Rhizogonium och familjen Rhizogoniaceae. Inga underarter finns listade i Catalogue of Life.